# Maishofen
Maishofen är en kommun i distriktet Zell am See i förbundslandet Salzburg i Österrike. Kommunen har 3 663 invånare (2024) och består av tre orter (Ortschaften) (inom parentes invånarantal 1 januari 2024):
- Atzing (593)
- Maishofen (1 951)
- Mitterhofen (1 119)